# Willie Dixon
William James Willie Dixon (1 de julio de 1915-29 de enero de 1992) fue un bajista, cantante, compositor musical, productor discográfico de blues y boxeador estadounidense.

## Biografía
Nacido en Vicksburg, Misisipi, su nombre completo es William James Dixon. Fue el productor musical de la compañía discográfica de Chicago Chess Records, siendo considerado uno de los exponentes principales en la creación del Chicago blues. Trabajó, entre otros, con artistas como Chuck Berry, Muddy Waters, Howlin' Wolf, Led Zeppelin, Otis Rush, Bo Diddley, Little Walter, Sonny Boy Williamson, Koko Taylor, Little Milton, Eddie Boyd, Jimmy Witherspoon, Lowell Fulson, Willie Mabon, Memphis Slim, Washboard Sam y Jimmy Rogers.
Tuvo varios problemas con la justicia en su adolescencia, decidiendo, por ello, trasladarse a Chicago haciendo autoestop. Fue un hombre corpulento que practicaba el boxeo, llegando a ganar el título Golden Gloves de los pesos pesados en 1936. Su progresión a la hora de aprender y tocar el bajo se detuvo debido a su negativa a alistarse en el ejército debido a la Segunda Guerra Mundial; debido a ello, fue encarcelado durante diez meses. 
Tras la guerra, volvió a reunirse con Baby Doo Caston, su profesor de bajo, formando el grupo musical the Big Three Trio con el que llegaron a realizar grabaciones para el sello discográfico Columbia Records. Posteriormente, Dixon firmó un contrato de grabación con la compañía discográfica Chess Records, convirtiéndose en 1951 en un empleado a jornada completa de la compañía. A pesar de algunas dificultades con esta compañía, realizó grabaciones con la misma desde 1948 hasta los primeros años de la década de 1960; durante este intervalo de tiempo, se convirtió en un prolífico y prodigioso artista de blues, llegando a comentar él mismo "Yo soy el blues". A pesar de que dicha frase pueda parecer arrogante, no hay duda de que Dixon fue una de las personas más influyentes en este género musical, principalmente debido a la gran cantidad de composiciones originales, actuaciones en directo, grabaciones y trabajos de producción que realizó. Más adelante trabajaría con el sello discográfico Bluesville Records.
Destacó por su calidad a la hora de tocar el bajo; así mismo, es mencionado en muchas de las primeras grabaciones de Chuck Berry, aportando así una prueba más de relación entre el blues y el nacimiento del rock and roll. Por otro lado, grupos musicales de R&B de la década de 1960 buscaron constantemente inspiración en las canciones de Dixon.
La salud de Dixon empeoró durante las décadas de 1970 y 1980, debido a la diabetes, derivando ésta en la amputación de una de sus piernas. Willie Dixon falleció en 1992, debido a un ataque al corazón, en Burbank, California siendo enterrado en el Burr Oak Cemetery de Alsip, Illinois. Fue incluido en 1994, a modo póstumo, en el Rock and Roll Hall of Fame. Su trabajo fue versionado por una gran variedad de artistas, desde intérpretes de blues hasta intérpretes actuales de música rock.
A modo de anécdota, el compositor y cantante francés Francis Cabrel menciona a Willie Dixon en la canción "Cent Ans de Plus" de su disco de 1999 Hors-Saison. Cabrel cita al artista como una de sus referencias en el blues, incluyendo a Charley Patton, Son House, Blind Lemon Jefferson, Robert Johnson, Howlin' Wolf, Blind Blake y Ma Rainey.

## Canciones
Willie Dixon escribió gran cantidad de canciones famosas de blues, utilizando principalmente el contrabajo en las primeras grabaciones de las mismas; algunas de estas canciones, y sus posteriores versiones por diferentes cantantes o grupos musicales, son las siguientes:
- "29 Ways" – Marc Cohn, Willie Dixon
- "300 Pounds Of Joy" – Howlin' Wolf
- "Back Door Man" – Howlin' Wolf, The Doors, Grateful Dead, Shadows of Knight, Bob Weir
- "Big Boss Man" – Jimmy Reed, Elvis Presley, Grateful Dead, Jerry Lee Lewis
- "Bring It on Home" – Sonny Boy Williamson II (Rice Miller), Led Zeppelin, Van Morrison
- "Built for Comfort" – Howlin' Wolf, Canned Heat, UFO
- "Crazy For My Baby" – Little Walter, Charlie Musselwhite, Willie Dixon
- "Close to You" – Muddy Waters, Stevie Ray Vaughan, The Doors, Sam Lay, Rock Bottom
- "Dead Presidents" – Little Walter, J. Geils Band
- "Diddy Wah Diddy" – Bo Diddley, Captain Beefheart
- "Do Me Right" – Lowell Fulson
- "Do the Do" – Howlin' Wolf
- "Don't Tell Me Nothin´" – Willie Dixon – utilizada en la película "El color del dinero"
- "Everything But You" – Jimmy Witherspoon
- "Evil" – Howlin' Wolf, Muddy Waters, Canned Heat, Captain Beefheart, Monster Magnet, Derek and the Dominos, Gary Moore, Cactus, The Faces, Steve Miller

- "Hidden Charms" – Howlin' Wolf
- "Hoochie Coochie Man" – Muddy Waters, Blue Cheer, Shadows of Knight, The Nashville Teens, Dion, The Allman Brothers Band, Alexis Korner, Steppenwolf, Motörhead, Eric Clapton, Jimi Hendrix, Jeff Healey, The Doors
- "I Ain't Superstitious" – Howlin' Wolf, The Yardbirds, Grateful Dead, Megadeth, Jeff Beck
- "I Can't Quit You Baby" – Little Milton, Otis Rush, John Mayall & the Bluesbreakers, Led Zeppelin, Gary Moore The Rolling Stones
- "If the Sea Was Whiskey" – Chris Thile
- "I Got What It Takes" – Koko Taylor
- "I Just Want To Make Love To You" – Muddy Waters, The Kinks, The Yardbirds, Shadows of Knight, Mungo Jerry, Grateful Dead, Foghat, The Rolling Stones, Etta James, Van Morrison, Paul Rodgers
- "Gone Daddy Gone" - the Violent Femmes'. Gordon Gano incorporó elementos de la canción "I Just Want To Make Love To You" en su versión.
- "I'm Ready" – Muddy Waters, Humble Pie, Buddy Guy, Aerosmith, Long John Baldry
- "Insane Asylum" – Koko Taylor, Kathy McDonald & Sly Stone, Diamanda Galás, Asylum Street Spankers, The Detroit Cobras
- "It Don't Make Sense (You Can't Make Peace)" – Styx
- "I Love The Life I Live, I Live The Life I Love" – Muddy Waters, Buddy Guy
- "I Want To Be Loved" – Muddy Waters, The Rolling Stones, Sean Costello
- "Let Me Love You Baby" – Buddy Guy, Stevie Ray Vaughan, Jeff Beck, Muddy Waters
- "Little Red Rooster" – Howlin' Wolf, Sam Cooke, The Rolling Stones, The Yardbirds, Grateful Dead, The Doors, Luther Allison, The Jesus and Mary Chain, Big Mama Thornton
- "Mellow Down Easy" – Little Walter, Paul Butterfield Blues Band, The Black Crowes, Carey Bell, ZZ Top
- "Million Dollar Baby" – Dizzy Gillespie
- "My Babe" – Little Walter, The Fabulous Thunderbirds, Spencer Davis Group, John P. Hammond, Bo Diddley, Muddy Waters, Othar Turner, The Rising Star Fire y Drum Band
- "My Mind is Ramblin" – Rock Bottom
- "Nervous" – Willie Dixon
- "Pain In My Heart" – Willie Dixon, The Rolling Stones
- "Pretty Thing" – Bo Diddley, Pretty Things, Canned Heat
- "Seventh Son" – Willie Mabon, Mose Allison, Bill Haley, Johnny Rivers, Sting, Climax Blues Band, Long John Baldry
- "Sin And City" – Buddy Guy
- "Shake For Me" – Stevie Ray Vaughan

- "Spoonful" – Howlin' Wolf, Muddy Waters, Bo Diddley, Shadows of Knight, Dion, Paul Butterfield, Cream, Canned Heat, Grateful Dead, Ten Years After, Willie King & the Liberators, The Who, The Rats, Ronnie Wood
- "Study War No More"
- "The Same Thing" – Muddy Waters, George Thorogood, The Allman Brothers Band, Sue Foley
- "Third Degree" – Eddie Boyd, Eric Clapton, Leslie West
- "Tollin' Bells" – Lowell Fulson, Savoy Brown Blues Band
- "Too Late" – Little Milton
- "Too Many Cooks" – Buddy Guy, Robert Cray
- "Violent Love" – The Big Three, Oingo Boingo, Dr. Feelgood
- "Walkin'" The Blues" – Willie Dixon, Muddy Waters, Eric Clapton, John Kay
- "Wang Dang Doodle" – Koko Taylor, Howlin' Wolf, Grateful Dead, Savoy Brown, PJ Harvey, Rufus Thomas, The Pointer Sisters
- "Weak Brain, Narrow Mind" – Willie Dixon
- "When The Lights Go Out" – Jimmy Witherspoon, Kim Wilson
- "You Can't Judge A Book By Looking At Its Cover" – Bo Diddley, Shadows of Knight, Cactus, The Yardbirds, Beat Farmers, The Fabulous Thunderbirds, Tim Hardin, The Merseybeats, Elliott Murphy, Long John Baldry, The Monkees, Eric Clapton, Roy Buchanan, Le Petit Ramon
- "You Know My Love" – Otis Rush, Níquel
- "You'll Be Mine" – Howlin' Wolf, Stevie Ray Vaughan
- "You Need Love" – Muddy Waters
- "Whole Lotta Love" – Led Zeppelin. La canción de Led Zeppelin "Whole Lotta Love" contenía frases de la canción de Dixon "You Need Love". Pero a la vez también contenía frases originales de Robert Plant, por lo que se le agregó a Dixon en los créditos de Whole lotta love Tras una demanda de Dixon en 1985
- "You Need Loving" grabada por The Small Faces en 1965.
- "You Shook Me" – Muddy Waters, Jeff Beck Group, Led Zeppelin
- "Young Fashioned Ways" – Muddy Waters